# American Electronics Association
Die American Electronics Association (AeA), deutsch etwa „Amerikanischer Elektronikverband“, war ein nationaler gemeinnütziger Handelsverband der Vereinigten Staaten.

## Geschichte
Die AeA, wie sie in Kurzform allgemein genannt wurde, war im Jahr 1943 von David Packard (1912–1996), Unternehmer und zuvor (1939) Co-Gründer des amerikanischen Technologiekonzerns Hewlett-Packard (HP), ins Leben gerufen worden. Ihr Sitz befand sich in der Pennsylvania Avenue 601 in der amerikanischen Hauptstadt Washington, D.C.
Die AeA entstand mit dem Zweck, die gemeinsamen Interessen von damals etwa 25 Lieferfirmen von HP zu bündeln und die Lobbyarbeit in Hinblick auf Regierungsaufträge zu koordinieren. Als gemeinsame Interessenvertretung möglichst sämtlicher Segmente der Technologiebranche erleichterte sie den Zugang zu den Kapitalmärkten, bot spezielle Geschäftsdienste und Netzwerkprogramme an, und ermöglichte eine effiziente Zusammenarbeit mit Regierungen auf Landes-, Bundes- und internationaler Ebene.
Im Jahr 2008 fusionierte die AeA mit der Information Technology Association of America (ITAA) zu TechAmerica.